# Gilda Ruta
Gilda Ruta (Napoli, 13 ottobre 1853 – New York, 26 ottobre 1932) è stata una pianista e compositrice italiana.

## Biografia
Figlia di Michele Ruta, pianista, compositore e critico musicale, e della cantante inglese Emelina Sutton, già a sedici anni aveva raggiunto una certa notorietà, ed era maestra di pianoforte e canto corale alla scuola superiore di Terra di Lavoro.
Nel 1877 si era sposata con Raffaele Cagnazzi, da cui ebbe due figli, ma che la lasciò vedova dopo pochi anni. Con la morte del marito interruppe l'attività concertistica fino al 1883, quando cominciò ad esibirsi in recital in molte città italiane. Spesso si esibiva, con un grande successo di critica, anche in opere da lei stessa composte.
Nel 1894 partì per una tournée negli Stati Uniti d'America, dove riscontrò un buon successo. Dopo la morte del padre nel 1896, fece ritorno negli USA, stabilendovisi definitivamente, continuando a comporre e ad esibirsi, ed aprendo assieme ai figli un'accademia a Manhattan.